# الولد المشاكس
الولد المشاكس هو فيلم رسوم متحركة ثلاثي الأبعاد وقصة ن الفيلم تدور حول معركة بين النمل والإنسان المتمثل في «لوكاس».
عندما تكون صغيرا بحجم نملة سيبدو العالم أمامك عملاقا والمغامرات التي سيتعيشها ستكون كبيرة وممتعة.
هذا ما يتعلمه «لوكاس» عندما يصوب مسدسه المائي على بعض من النمل يستخدمهم كأهداف للرماية لكن النمل يقرر الانتقام منه فيقوم بتطوير سائل سحري يقلص حجم الأشياء الكبيرة لتصبح صغيرة بحجم النمل.
يتناول «لوكاس» هذا السائل وتبدأ سلسلة من المغامرات والمفارقات المضحكة من خلال أداء صوتي رائع لكل من الممثلين جوليا روبرتس وميريل ستريب ونيكولاس كيج.

## روابط خارجية
- الولد المشاكس على موقع IMDb (الإنجليزية)
- الولد المشاكس على موقع ميتاكريتيك (الإنجليزية)
- الولد المشاكس على موقع روتن توميتوز (الإنجليزية)
- الولد المشاكس على موقع نتفليكس (الإنجليزية)
- الولد المشاكس على موقع ألو سيني (الفرنسية)
- الولد المشاكس على موقع أول موفي (الإنجليزية)
- الولد المشاكس على موقع بوكس أوفيس موجو (الإنجليزية)
- الولد المشاكس على موقع فيلمافينيتي (الإسبانية)
- الولد المشاكس على موقع قاعدة بيانات الفيلم (الإنجليزية)
- الولد المشاكس على موقع ليتربوكسد (الإنجليزية)